# کوتلنیچ
شهر کوتلنیچ (به روسی: Котельнич) در کشور روسیه و در اوبلاست کیروف واقع شده‌است.